# Едип на Колону
Едип на Колону (старогрчки: Οἰδίπους ἐπὶ Κολωνῷ) атинска је трагедија коју је написао Софокле и која је први пут изведена на Дионизијама 401. године пре нове ере. Написана је недуго пре Софоклове смрти 406. године п. н. е. и хронолошки представља другу од три Тебанске драме.
У хронологији драма, догађаји у Едипу на Колону се дешавају након Краља Едипа и пре Антигоне; међутим, ово је последња написана од три Тебанске драме. Драма описује крај Едиповог трагичног живота. Легенде се разликују у погледу места Едипове смрти; Софокле је причу сместио у Колон, село близу Атине и његово родно место, где је слепи Едип дошао са својим ћеркама Антигоном и Исменом као молилац Еринија и Тезеја, краља Атине.

## Радња
Вођен Антигоном, слепи Едип долази у село Колон и седа на једну стену. Прилази им мештанин, који захтева да оду, јер је тај простор свето место Фурија, односно Ернија. Едип препознаје ово као знак, јер му је, када је добио пророчанство да ће убити оца и оженити мајку, Аполон такође открио да ће умрети на месту светом за Фурије и бити благослов за земљу у којој буде сахрањен.
Хор, који чине старци из села, долази и убеђује Едипа да напусти свето тло. Затим га испитују о његовом идентитету и ужаснути су сазнањем да је он Лајев син. Иако су обећали да му неће нашкодити, желе да га протерају из свог града, страхујући да ће га проклети. Едип одговара објашњавајући да није морално одговоран за своје злочине, јер је убио оца у самоодбрани. Штавише, тражи да види њиховог краља, Тезеја, говорећи: „Ја долазим и собом носим божански мир и граду благостање.” Хор је задивљен и одлучује да задржи свој суд о Едипу до доласка Тезеја.
Исмена стиже на коњу, радујући се што види оца и сестру. Доноси вест да је Етеокле преотео престо Тебе од свог старијег брата, Полиника, док Полиник окупља подршку Аргаваца да нападне град. Обојица синова су чули од пророчишта да ће исход сукоба зависити од тога где је њихов отац сахрањен. Исмена каже свом оцу да је Креонтов план да дође по њега и сахрани га на граници Тебе, без одговарајућих обреда, како би се моћ, коју је пророчиште рекло да ће његов гроб имати, ускратила било којој другој земљи. Чувши то, Едип проклиње оба своја сина због тога што нису добро поступали са њим, поредећи их са својим оданим ћеркама. Он не обећава верност ниједном од својих зараћених синова, већ народу Колона, који га је до сада добро третирао, и тражи од њих заштиту од Креонта.
Зато што је Едип преступио на свето тло Еуменида, сељани му кажу да мора да обави одређене обреде да их умилостиви. Исмена се добровољно јавља да то учини уместо њега и одлази, док Антигона остаје са оцем. У међувремену, хор поново испитује Едипа, желећи да сазна детаље о његовом инцесту и оцеубиству. Након што им је испричао своју тужну причу, долази Тезеј и, за разлику од знатижељног хора, препознаје Едипа. Он саосећа са Едипом и нуди му безусловну помоћ, на шта Едип хвали Тезеја и нуди му дар свог гробног места, које ће обезбедити победу у будућем сукобу са Тебом. Тезеј протестује, говорећи да су два града у пријатељским односима, а Едип одговара својим, можда најпознатијим говором у драми: „Драги сине Егејев, само богови не старе и никад они не умиру. Све друго силно време трза и ништи...” Тезеј чини Едипа грађанином Атине и оставља хор да га чува док он одлази. Хор пева о слави и лепоти Атине.
Креонт, представник Тебе, долази код Едипа и лажно показује сажаљење према њему и његовој деци, говорећи му да се треба вратити у Тебу. Едип је згранут Креонтовом дволичношћу и наводи све штете које му је овај нанео. Креонт се разљути и открива да је већ ухватио Исмену; затим наређује својим стражарима да силом ухвате Антигону. Његови људи почињу да их носе према Теби, вероватно планирајући да их искористе као уцену да натерају Едипа да их следи. Хор покушава да га заустави, али Креонт прети да ће употребити силу да врати Едипа у Тебу. Хор тада позива Тезеја, који долази са жртвовања Посејдону да осуди Креонта, рекавши му: „У граду где се љуби правда и ништа се нелегално не ради, ти − ти си се дрзнуо да поништиш наше законе....” Креонт одговара осудом Едипа, рекавши: „Нећете штитити једног оцеубицу и проклетника што је у мајчин кревет залутао као син.” Едип, бесан, поново тврди да није морално одговоран за оно што је учинио. Тезеј одлази за Креонтом да поврати две девојке. Атињани савладавају Тебанце и враћају обе ћерке Едипу.
Тезеј затим обавештава Едипа да је један молилац дошао у Посејдонов храм и жели да разговара с њим; то је Едипов син Полиник, кога је брат Етеокле протерао из Тебе. Едип не жели да разговара с њим, рекавши да му је мрско чути његов глас, али Антигона га убеђује да га саслуша, говорећи: „Зла порода и преке нарави и код других има, али кад ближњи с лепом речју ступи, и тешка нарав смекша се.” Едип попушта, и Полиник долази, жалећи због Едиповог бедног стања и молећи оца да разговара с њим. Каже Едипу да га је брат неправедно протерао из Тебе и да се припрема за напад на град. Он зна да је то исход Едипове клетве његовим синовима и моли свог оца да попусти, чак иде толико далеко да каже свом оцу да деле исту судбину. Едип му каже да заслужује своју судбину, јер је протерао свог оца. Прориче да ће његова два сина убити један другог у предстојећој бици: „Дабогда те убио брат диктатор, а и ти њега. Кунем те...” Антигона покушава да задржи свог брата, говорећи му да се треба уздржати од напада на Тебу и тако избегне смрт од руке свог брата. Полиник одбија да се поколеба и одлази.
После њиховог разговора долази до жестоке олује, коју Едип тумачи као знак од Зевса о својој надолазећој смрти. Позивајући Тезеја, каже му да је време да да дар који је обећао Атини. Испуњен снагом, слепи Едип устаје и хода, позивајући своју децу и Тезеја да га прате.
Улази гласник и саопштава хору да је Едип мртав. Он је повео своју децу и Тезеја, затим се окупао и полио леванцом и смртним помазом, док су његове кћерке туговале. Рекао им је да је њихов терет бриге о њему скинут и замолио Тезеја да се закуне да никада неће напустити његове ћерке. Потом је отпослао своју децу, јер је само Тезеј могао знати место његове смрти и предати ту тајну свом наследнику. Када се гласник окренуо да погледа место где је Едип последњи пут стајао, рекао је: „Едипа нигде није било, а наш краљ очи је заклањао и окретао главу, као да је пред њим нешто страшно и језиво што он не може гледати.” Тезеј стиже са Антигоном и Исменом, које плачу и жале за својим оцем. Антигона жуди да види очев гроб, чак и да буде сахрањена тамо са њим, радије него да живи без њега. Девојке моле Тезеја да их одведе, али их он подсећа да је то место тајна и да нико не сме тамо отићи: „Ако ја то испуним, земља ће ми цветати без иједне тешке године.” Антигона се слаже и тражи да их одведу назад у Тебу, где се нада да ће спречити браћу да се поубијају. Сви одлазе према Атини.

## Анализа и теме
У овој драми има мање акције него у Краљу Едипу, а више филозофских расправа. Овде Едип говори о својој судбини, онако како је пророчанство казивало, и тврди да није у потпуности крив јер је злочине оцеубиства и инцеста починио у незнању. Иако је ослепљен, прогнан и суочен са насиљем од стране Креонта и својих синова, на крају Едипа прихвата и ослобађа сам Зевс.

### Историјски контекст
У годинама између настанка ове драме и њеног првог извођења, Атина је претрпела многе промене. Поразом од Спартанаца, град је пао под власт Тридесеторице тирана, а грађани који су се противили њиховој владавини били су протерани или погубљени. Овај период је свакако утицао на начин на који су први гледаоци доживели представу, баш као што је инвазија на Атину и њена ослабљена моћ вероватно утицала на Софокла док ју је писао.
Драма поставља оштар контраст између Атине и Тебе. Теба се често користи у атињанским драмама као град у коме се не одржавају прикладне границе и идентитети, омогућавајући драматургу да истражује теме попут инцеста, убиства и хибриса у сигурном окружењу.

### Судбина
Док друга два дела о Едипу често разматрају тему моралне одговорности појединца за своју судбину и питање да ли је могуће побунити се против судбине, драма Едип на Колону приказује Едипово решење тог проблема. У Краљу Едипу, Тиресија му каже: „Ти носиш своју судбину, а ја своју”, поруку коју понавља хор, али је Едип одбацује, верујући, као и његов отац, да може побећи од судбине. У Едипу на Колону, он изјављује да, иако је судбина — што на старогрчком дословно значи „нужност” — нешто што се мора истрпети јер је изван нашег избора, а њена сила је неопходност и није творевина човека, мора се такође пронаћи начин сарадње са њом. Кључна реченица у драми је када Едип изјављује: „Не боримо се против нужности”, а Антигона додаје: „Нема човека ко божје вођство одбија.”

### Кривица
Драма Едип на Колону сугерише да владар, кад прекрши божански закон, због свог ограниченог разумевања истог може веровати да је потпуно невин; међутим, његова несвесност не мења објективну чињеницу о његовој кривици.
Приказана перспектива одређивања кривице је сложена, што се илуструје дихотомијом између благослова и клетве над Едипом. Он је починио два злочина која га чине неком врстом чудовишта и изопштеника међу људима: инцест и оцеубиство. Његово физичко страдање, укључујући самонанету слепоћу и усамљено лутање, представља његову „казну”. У драми, Едип је „рационално невин” — јер је несвесно сагрешио — што умањује његову кривицу и дозвољава да његова земаљска страдања служе као довољно искупљење за његове грехе. По смрти ће бити фаворизован; место на коме умре биће благословено.

### Могућа херојска интерпретација Едипа
Дарис Бирџ је тврдила да се драма Едип на Колону може тумачити као херојска нарација о Едипу, а не као трагична. Може се посматрати као развојни прелазак од Едипа из Краља Едипа, чија су дела била толико гнусна да су га учинила проклетником за његов град, до Едипа чије присуство постаје толико моћан благослов да га траже и Теба и Атина. Главна слика која приказује овај прелазак из прогонства у хероја јесте Едипов однос са светим вртом Еринија. На почетку драме, Едипа кроз врт води Антигона, и дозвољено му је да прође само зато што је то свето место уточиште за просјаке. Он препознаје врт као место које му је проречено као његово коначно почивалиште. Када старешине дођу да га траже, Едип улази у врт. Према Бирџовој, то је његов први херојски чин. Одрекао се навике да се супротставља божанској вољи и пророчанствима (као што је то чинио у Краљу Едипу) и прихвата врт као место своје смрти.
Едип затим наговештава божански дар који представља његово тело, које ће донети успех онима који га прихвате и патњу онима који га одбаце. Када стигне његова ћерка Исмена, она доноси вест да Теба, град који је раније прогнао Едипа као проклетника, сада жели да га врати као благослов. Исмена помаже у Едиповој трансформацији у хероја када у његово име изврши ритуално покајање Еринијама, али његов статус је потпуно учвршћен када изабере скривени део светог врта као своје коначно почивалиште, које чак и његовим ћеркама остаје непознато.